# John Dunmow
John Dunmoe BDec (também Dunmow, Dumoe ou Dunowe) (falecido em 25 de janeiro de 1489) foi um cónego de Windsor de 1450 a 1455 e arquidiácono de Gloucester de 1487 a 1489 e bispo de Limerick de 1486 a 1489.

## Carreira
Ele foi nomeado:
- Reitor de Hanworth, Middlesex 1432
- Prebendário de Barnby em York 1475-1481
- Reitor de St Magnus London Bridge 1481-1489
- Arquidiácono de Gloucester 1487
- Reitor da Igreja de São Pedro ad Vincula 1488
- Bispo de Limerick 1486 - 1489
- Proctor do Rei em Roma

Ele foi nomeado para a nona bancada na Capela de São Jorge, Castelo de Windsor em 1476 e manteve a canonaria até 1488.